# Menou
Menou település Franciaországban, Nièvre megyében. Lakosainak száma 182 fő (2022. január 1.). Menou Oudan, La Chapelle-Saint-André, Colméry, Couloutre és Menestreau községekkel határos.

## Népesség
A település népességének változása:
| Lakosok száma | 186  | 183  | 181  | 183  | 185  | 187  | 184  | 182  |
|               | 2013 | 2015 | 2017 | 2018 | 2019 | 2020 | 2021 | 2022 |